# Kronkelsteeltjesschijfje
Kronkelsteeltjesschijfje (Lamprospora campylopodis) is een schimmel behorend tot de familie Pyronemataceae. Hij leeft op breekblaadje (Campylopus pyriformis) en een collectie op Campylopus oerstedianus. Ook wordt genoemd op de grond tussen mossen (Campylopus fragilis) aan de wortels van dennenstammen op vochtige plaatsen.

## Determinatie
De apotheciën zijn ongeveer 1 mm in diameter, even breed als hoog, met opvallende vliezige rand. De ascus is 20−25 µm breed, 8-sporig, eenzijdig sporen (uniseriate) en niet blauw verkleurend. De ascosporen zijn bolvormig (15−18 µm diameter), sterk en regelmatig verknoopt, versiering bestaande uit ribbels 1−1,5 µm breed en hoog. De parafysen zijn draadvormig, niet of nauwelijks vergroot aan de apex, septaat, veel langer dan de asci, gevuld met oranje korrels, groenachtig met jodium en meten 230−240 × 2 µm.

## Verspreiding
Kronkelsteeltjesschijfje komt voor in Europa (Tsjechië, Duitsland, Macedonië, Nederland, Turkije, Verenigd Koninkrijk). In Nederland komt het zeer zeldzaam voor. Het staat niet de rode lijst.